# 庞倩玉
庞倩玉（1996年11月13日—），湖南湘潭韶山人，中国女子自由式摔跤运动员。她在2020年夏季奥林匹克运动会上获得女子自由式53公斤级项目的银牌。她也曾在2018年和2019年两次获得世界摔跤锦标赛铜牌。